# Alpha FM Curitiba
Alpha FM Curitiba é uma emissora de rádio brasileira sediada em Curitiba, cidade do estado do Paraná. Fundada em 5 de maio de 1995 como CBN Curitiba pelo Grupo Inepar, que a vendeu em 2004 para o Grupo JMalucelli, atualmente opera no dial FM 90,1 MHz (concessionado em Araucária), e é afiliada a Alpha FM. 

## História

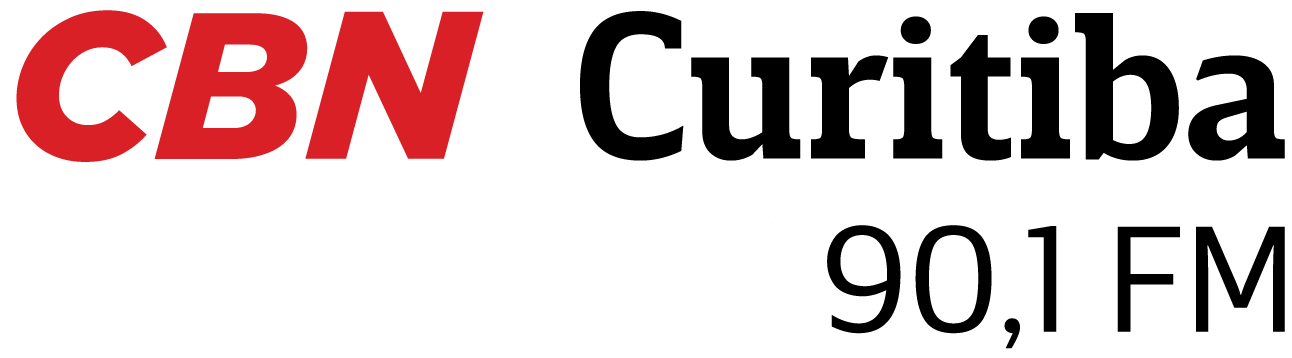
Logotipo da então CBN Curitiba, usado entre 2019 e 2021.

A emissora entrou no ar em 5 de maio de 1995, inicialmente operando em duas frequências, 550 AM e 90,1 FM. A então Rede Curitibana de Radiodifusão, que controlava as rádios Estação Primeira AM e Estação Primeira FM, foram vendidas em 1994, ao Grupo Inepar, que fecharam um acordo ao Sistema Globo de Rádio, para transmitir a programação da CBN, para Curitiba e Região Metropolitana. Dias antes de sua inauguração, foi feita uma intensa divulgação de sua estreia, em jornais e revistas de grande circulação na capital paranaense, já que a emissora seria a primeira neste segmento no estado do Paraná.
A partir de 1996, a CBN Curitiba foi a primeira emissora a disponibilizar seu áudio pela internet, que aos poucos, vinha se popularizando no país. Em março de 1999, a frequência em AM foi vendida, para dar espaço a recém-inaugurada Rádio Banda B. Em 2004, após uma crise no Grupo Inepar, foi adquirida pelo Grupo J. Malucelli, e iniciou um processo de modernização interna e externa.
Em 5 de agosto de 2013, os funcionários da emissora realizaram paralisação para pedir esclarecimentos sobre denúncias de assédio sexual por parte de um dos comentaristas da emissora, Airton Cordeiro. Anteriormente, o diretor de jornalismo José Wille, o chefe de reportagem Marcos Tosi e o âncora Álvaro Borba pediram demissão por considerarem que "o ambiente de trabalho estava comprometido". No mesmo dia, a direção da rádio se reuniu com os funcionários e com representantes do Sindicato dos Jornalistas do Paraná e afirmou que já havia rescindido o contrato com Cordeiro e garantiu que ele não retornaria a rádio. Para a Folha de S.Paulo, Cordeiro negou as acusações e afirmou que está sendo vítima de uma campanha para afastá-lo da rádio.
Em 23 de abril de 2016, a emissora perdeu seu narrador principal, Edgard Felipe, que morreu vítima de AVC, aos 57 anos. Em 8 de maio, as vésperas do Campeonato Brasileiro, a rádio encerrou suas transmissões esportivas que ocorriam desde a sua estréia em Curitiba e dispensou os narradores Jaques Santos e Cesar Junior, o comentarista Valmir Gomes, os repórteres Bruno Abdala e Edson Thomaz, e o âncora e coordenador Paulo Cesar Tiemann. 
Em 13 de dezembro de 2016, a rádio voltou a operar no AM, após a extinção da Rádio Globo Curitiba, que também pertencia ao Grupo J. Malucelli e operou entre 2002 e 2016 nos 670 kHz. Apesar desse retorno, a CBN Curitiba passou a gerar uma programação distinta para o dial AM, com programas musicais e atrações de estilo popular, além de transmissões esportivas próprias. Em 13 de fevereiro de 2019, a emissora voltou a ficar restrita ao FM, enquanto que a AM voltava a se chamar Rádio Cidade.
Em 18 de outubro de 2021, o empresário Joel Malucelli confirmou ao jornalista Reinaldo Bessa que não renovou o contrato com o Sistema Globo de Rádio, antecipando o vencimento do acordo de 31 de dezembro para 31 de outubro. O empresário se limitou a dizer apenas que "apareceu a oportunidade de rescindir o contrato, de comum acordo", mas admitiu o comentário de que a direção nacional da CBN estaria descontente com a manutenção da concorrente BandNews FM Curitiba, em parceria com o Grupo Bandeirantes de Comunicação. A operação da CBN Curitiba passou então para o comando do empresário Amarildo Lopes, dono da CBN Londrina, que havia comprado a então Light FM da Rede Transamérica. A CBN então encerrou suas operações nos 90,1 MHz na data prevista, após 26 anos de operação, e a frequência passou a retransmitir provisoriamente a programação da BandNews FM em cadeia com os 96,3 MHz à meia-noite do dia 1.º de novembro, permanecendo até 5 de dezembro quando, no dia seguinte, é lançada a Alpha FM Curitiba, em parceria com o Grupo Camargo de Comunicação.